# Солёное (озеро, Багеровский поселковый совет)
Солёное (укр. Солоне, крымскотат. Tuzlu, Тузлу) — пересыхающее солёное озеро на юге Керченского полуострова на территории Ленинского района (Багеровский поселковый совет). Площадь — 0,51 км². Тип общей минерализации — солёное. Происхождение — континентальное. Группа гидрологического режима — бессточное.

## География
Входит в Керченскую группу озёр. Длина — 1,24 км. Ширина сред — 0,5 км. Площадь водосбора — 18,2 км². Длина береговой линии — 3,95 км. Ближайшие населённые пункты — село Ивановка (Ленинский район, Крым), расположенное севернее озера.
Солёное озеро расположено вдали от побережья Чёрного моря. Озёрная котловина водоёма неправильной формы вытянутая с северо-запада на юго-восток. Берега пологие. Озеро пересыхает в летний период. Реки не впадают, на юго-востоке — два сухоречья, впадающие в вытянутые заливы озера. Южнее озера проходит полевая дорога без твердого покрытия.
Озеро зарастает водной растительностью преимущественно на опреснённых участках — в устьях впадающих балок, в зоне выходов подземных вод. Тут интенсивно развиваются различные водоросли, вплоть до цветения воды.
Среднегодовое количество осадков — 400—450 мм. Питание: преимущественно поверхностные (воды от снеготаяния и ливней) и от части подземные воды Причерноморского артезианского бассейна.